# Florian Fedorowicz
Florian Onufry Fedorowicz-Jackowski herbu Oginiec (ur. 1768 w Łukowem, zm. 1831 w Krzeczowicach) – polski ziemianin.

## Życiorys
Wywodził się z rodu Fedorowiczów herbu Oginiec. Urodził się w 1768 w Łukowem. Był synem Macieja (1718-1801) z jego drugiego małżeństwa z Anną Glinczanką. Jego ojciec i stryj Wojciech zaczęli przybierać przydomek Jackowski do swojego nazwiska. Także Florian Fedorowicz legitymował się ze szlachectwa z tym przydomkiem w Wydziale Stanów w 1817.
Był żonaty z Zofia z domu Kowalską, córka Stanisława i Konstancji z domu Kłussowicz. Po stryju swojej żony, Cyprianie Kowalskim, odziedziczył majątki ziemskie Smykowce, Krzeczowice. Od 1817 był członkiem Stanów Galicyjskich. Miał córkę Mariannę (zamężna z Wojciechem Rosnowskim) i syna Wincentego (1801-1863, dziedzic dóbr rodzinnych, ojciec Adama i Władysława).
Zmarł w 1831 w Krzeczowicach.